# St. Katharina (Reuth bei Erbendorf)

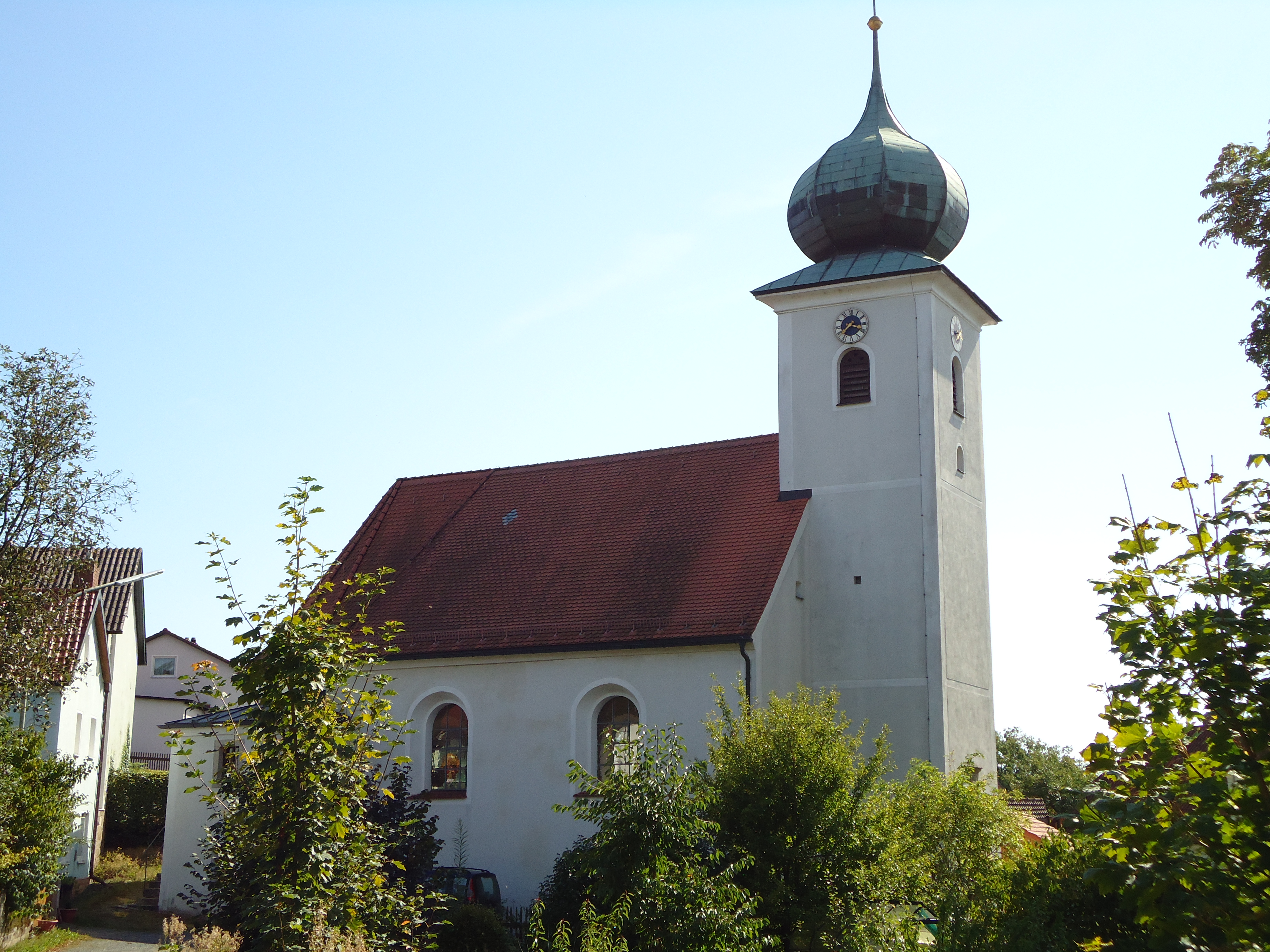
St. Katharina in Reuth

Die römisch-katholische Kirche St. Katharina in Reuth bei Erbendorf im Oberpfälzer Landkreis Tirschenreuth entstand unweit des Schlosses als frühere Schlosskapelle. Sie wurde 1717 zur Zeit des Schlossherren Johann Christian Ernst von Sparneck errichtet.
Von besonderem künstlerischen Wert ist der monstranzförmige Hochaltar der Kirche aus Akanthusschnitzwerk, ein Werk des Bildhauers und Schreiners Johann Christoph Windisch, das zwischen 1717 und 1720 entstand.
Das Altarbild zeigt die Heilige Katharina, das darüber liegende Bild die Anbetung der Heiligen Drei Könige. Originell ist die Idee, die mediterrane Akanthuspflanze als phantasievoll geschnitztes Rahmenwerk bei der Schaffung des Altars einzusetzen.

## Orgel

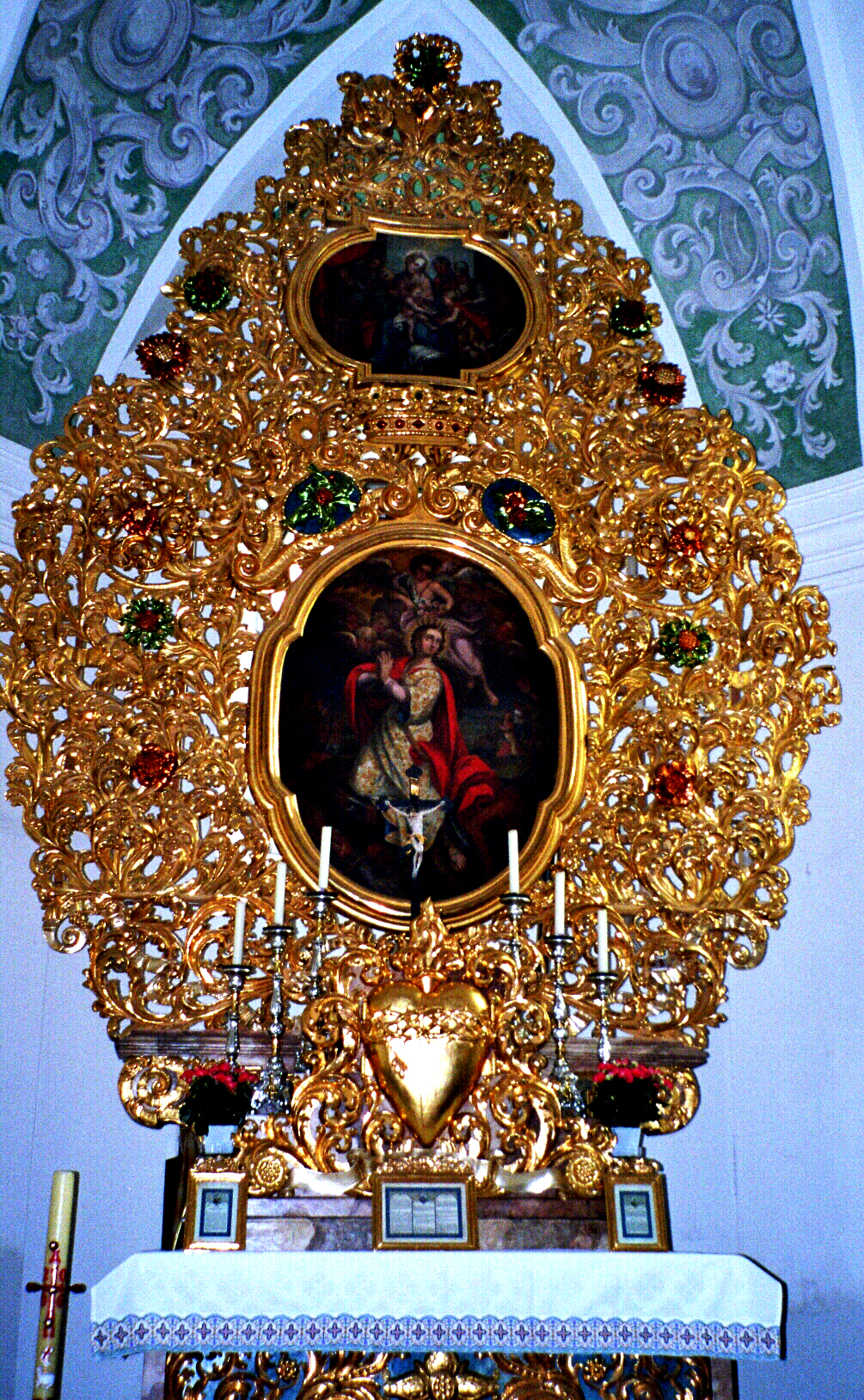
Akanthusaltar

Im Jahr 2005 wurde in das barocke Orgelgehäuse ein neues Werk der Firma Orgelbau Weise aus Plattling eingebaut. Das Schleifladeninstrument besitzt mechanische Spiel- und Registertrakturen und umfasst neun Register auf einem Manual und Pedal. Die Disposition lautet wie folgt:
| I Hauptwerk |            |       |
| 1.          | Copula     | 8′    |
| 2.          | Amorosa    | 8′    |
| 3.          | Prinzipal  | 4′    |
| 4.          | Flöte      | 4′    |
| 5.          | Quinte     | 2 ⁄3′ |
| 6.          | Octave     | 2′    |
| 7.          | Mixtur III | 1′    |

| Pedal |          |     |
| 8.    | Subbaß   | 16′ |
| 9.    | Baßflöte | 8′  |

- Koppeln: II/I, I/P, II/P